# 星裕之
星　裕之（ほし ひろゆき、1969年 - ）は、日本の建築家、研究者。

## 概要
住宅を中心とする小規模物件の設計監理や建築学生・実務者・消費者向け書籍の執筆を行っている。

## 略歴
- 1969年　栃木県生まれ
- 1993年　宇都宮大学工学部建設学科建築学コース卒業
- 2007年〜東北大学大学院工学研究科都市建築学専攻

- 1993年～1995年　近藤春司建築事務所勤務
- 1996年〜1998年　阿世建築設計室勤務
- 1998年　STUDIOPOH設立
- 1999年～2007年 宇都宮メディアアーツ専門学校非常勤講師
- 2008年～2011年 宇都宮大学工学部非常勤講師

## 主な作品
- 2007年 AKH
- 2006年 SZH ICH TYH
- 2005年 KTH
- 2004年 KUC KGH
- 2003年 ACH MAH

## 著書
- 建築学生の「就活」完全マニュアル
- 建築学生の「就活」完全マニュアル2011-2012
- 建築学生の「就活」完全マニュアル2012-2013

### 共書
- いい家づくりのQ&A100  （建築よろず相談室解説委員著）
- 施主の悩みをすっきり解決　家づくりの問答集  （建築よろず相談室解説委員著）